# Stéphanie Öhrström
Stéphanie Öhrström, född 12 januari 1987 i Trelleborg, är en svensk fotbollsmålvakt som sedan 2021 spelar för italienska Lazio. Hon blev italiensk mästare med Bardolino 2015 och med Fiorentina 2017, och har spelat i italienska ligan sedan 2010. Dessförinnan spelade Öhrström i damallsvenskan med LdB FC Malmö och Jitex. Hon har själv berättat om hur hon hade svårt att få speltid i Jitex och lite av en slump hamnade i Verona efter att ha kontaktats av en agent via Facebook.
Mellan 2007 och 2010 gjorde hon 16 A-landskamper för Sverige.